# Назарова, Наталья Вадимовна
Ната́лья Вади́мовна Наза́рова (16 ноября 1969, Раменское, Московская область — 2 апреля 2025, Москва) — российская актриса театра и кино, сценаристка, режиссёр и педагог.

## Биография
Родилась 16 ноября 1969 года в городе Раменское Московской области.
В 1995 году окончила РАТИ-ГИТИС (курс В. Н. Левертова), в который поступила с четвёртой попытки.
После окончания института работала в Московском ТЮЗе.
Преподавала в ГИТИСе вместе с мужем — актёром Геннадием Назаровым (род. 1967). Была художественным руководителем курса на актёрском факультете. Преподавала в мастерской Е. Б. Каменьковича и Д. А. Крымова.
Скончалась 2 апреля 2025 года в возрасте 55 лет в Москве. Причиной смерти стало онкологическое заболевание. Похоронена в Москве на Троекуровском кладбище (участок 35).

## Роли в театре
Московский ТЮЗ
- «Мой бедный Бальзаминов» — невеста Бальзаминова
- «Публике смотреть воспрещается» (реж. В. Ахадов) — жена режиссёра

Антрепризные спектакли
- «Гусиные лапки» (реж. В. Донсков)
- «Двое поменьше» (реж. О. Субботина)

## Фильмография

### Актриса
- 2019 — Душегубы — Савельева, директор витебского универмага
- 2009 — Лапушки
- 2006 — Таксистка 3 — Алка (в одном эпизоде)
- 2005 — Лола и Маркиз — Симка Хлоркина
- 2005 — Дура — эпизод
- 2004 — Формула: Тайная жизнь Аляски — Аляска
- 2003 — Каменская 3: Иллюзия греха — Вера
- 2002 — Марш Турецкого (3 сезон): Игра в кошки-мышки — главная роль
- 2002 — Дневник убийцы — Маша
- 2001—2004 — Ростов-папа: Бои без правил — Лариса
- 2001 — Львиная доля — Люба Ахмедова
- 2000 — Почтовый рай — главная роль
- 2000 — Марш Турецкого (1 сезон): Ошейники для волков — эпизод

### Сценарист
- 2005 — Дура
- 2007 — Внук космонавта
- 2007 — Слушая тишину
- 2007 — Русалка
- 2008 — Я вернусь (сериал)
- 2008—2010 — Ранетки
- 2010 — Доктор Тырса (20-я серия)
- 2010 — Компенсация
- 2011 — Слепое счастье
- 2010 — Ярослав. Тысячу лет назад (предварительный вариант сценария)
- 2012 — Дочь
- 2012 — Измена
- 2012 — Нечаянная радость
- 2013 — Иван сын Амира
- 2014 — Бесы
- 2014 — Наследие (сериал)
- 2015 — Спутники (сериал)
- 2016 — Петербург. Только по любви (киноальманах, новелла «Просто концерт»)
- 2019 — Русское краткое. Выпуск 3: Светлячок
- 2019 — Балканский рубеж
- 2019 — Простой карандаш
- 2021 — Седьмая симфония
- 2021 — Учёности плоды

### Режиссёр
- 2012 — Дочь (совместно с Александром Касаткиным)
- 2015 — Светлячок (короткометражный)
- 2016 — Петербург. Только по любви (киноальманах, новелла «Просто концерт»)
- 2017 — Чистый взгляд (короткометражный)
- 2019 — Простой карандаш
- 2020 — Райцентр
- 2022 — Плакать нельзя
- 2024 — Филателия

## Награды
- 2001 — кинофестиваль «Созвездие» — приз «Легионер»[4].
- 2012 — 23 открытый российский кинофестиваль «Кинотавр» — приз за лучший дебют за фильм «Дочь»[2].
- 2012 — 28-й Варшавский кинофестиваль — приз Фипресси за лучший дебютный фильм Восточной Европы за фильм «Дочь»[5]
- 2012 — Орден св. Варвары второй степени, УПЦ МП.
- 2015 — Медаль имени Михаила Чехова за выдающиеся достижения в области кинематографии и театрального искусства
- 2021 — Гран-при фестиваля «Амурская осень» за фильм «Райцентр»[6].
- 2024 — Медаль «За труды в культуре и искусстве» (8 февраля 2024 года) — за большой вклад в развитие отечественной культуры и искусства, многолетнюю плодотворную творческую деятельность[7].
- 2024 — Приз «Серебряная пирамида» 45-го Каирского международного кинофестиваля — за режиссуру фильма «Филателия»[8].
- 2024 — 33-й фестиваль «Киношок» — Главный приз кинофестиваля «Золотая лоза»[9].